# Sickingen (Hechingen)
Sickingen is een plaats in de Duitse gemeente Hechingen, deelstaat Baden-Württemberg, en telt 963 inwoners.